# Fiskängstjärnen
Fiskängstjärnen är en sjö i Sandvikens kommun i Gästrikland och ingår i Gavleåns huvudavrinningsområde. Sjön är 0,9 meter djup, har en yta på 0,0865 kvadratkilometer och är belägen 67 meter över havet.

## Delavrinningsområde
Fiskängstjärnen ingår i det delavrinningsområde (672378-155180) som SMHI kallar för Mynnar i Gavleån. Medelhöjden är 79 meter över havet och ytan är 11,46 kvadratkilometer. Det finns inga avrinningsområden uppströms utan avrinningsområdet är högsta punkten. Vattendraget som avvattnar avrinningsområdet har biflödesordning 2, vilket innebär att vattnet flödar genom totalt 2 vattendrag innan det når havet efter 44 kilometer. Avrinningsområdet består mestadels av skog (38 procent) och sankmarker (15 procent). Avrinningsområdet har 0,37 kvadratkilometer vattenytor vilket ger det en sjöprocent på 3,2 procent. Bebyggelsen i området täcker en yta av 4,63 kvadratkilometer eller 40 procent av avrinningsområdet.